# Saison 2012-2013 du Pro12
Navigation
Pro12 2011-2012 Pro12 2013-2014
La saison 2012-2013 du Pro12, ou RaboDirect Pro12 du nom de son sponsor du moment (RaboDirect, filiale de la banque néerlandaise Rabobank), voit s'affronter douze franchises écossaises, galloises, irlandaises et italiennes de rugby à XV. Cette saison démarre avec une nouvelle franchise italienne Zebre qui remplace Aironi.
Le championnat débute en 31 août 2012 pour s'achever par une finale en 25 mai 2013. La première phase est dite régulière avec des doubles confrontations en matchs aller-retour. À l'issue des vingt-deux journées de la phase régulière, les quatre premières équipes sont qualifiées pour la phase de playoff avec des demi-finales et une finale pour l'attribution du titre. Le Leinster remporte le titre en battant en finale l'Ulster sur le score de 24 à 18.

## Liste des équipes en compétition
| Franchises irlandaises - Connacht - Leinster - Munster - Ulster | Franchises galloises - Cardiff Blues - Newport Gwent Dragons - Scarlets - Ospreys |
| Franchises écossaises - Édimbourg Rugby - Glasgow Warriors      | Franchises italiennes - Benetton Trévise - Zebre                                  |

## Résumé des résultats

### Classement de la phase régulière
| Rang | Franchise             | J  | V  | N | D  | Bo | Bd | Pm  | Pe  | Diff | Pts |
| ---- | --------------------- | -- | -- | - | -- | -- | -- | --- | --- | ---- | --- |
| 1    | Ulster                | 22 | 17 | 1 | 4  | 8  | 3  | 577 | 348 | +229 | 81  |
| 2    | Leinster              | 22 | 17 | 0 | 5  | 9  | 1  | 585 | 386 | +199 | 78  |
| 3    | Glasgow Warriors      | 22 | 16 | 0 | 6  | 9  | 3  | 541 | 324 | +217 | 76  |
| 4    | Scarlets              | 22 | 15 | 0 | 7  | 3  | 3  | 436 | 406 | +30  | 66  |
| 5    | Ospreys (T)           | 22 | 14 | 1 | 7  | 2  | 2  | 471 | 342 | +129 | 62  |
| 6    | Munster               | 22 | 11 | 1 | 10 | 4  | 4  | 442 | 389 | +53  | 54  |
| 7    | Benetton Trévise      | 22 | 10 | 2 | 10 | 4  | 2  | 414 | 450 | -36  | 50  |
| 8    | Connacht              | 22 | 8  | 1 | 13 | 1  | 3  | 358 | 422 | -64  | 38  |
| 9    | Cardiff Blues         | 22 | 8  | 0 | 14 | 1  | 5  | 348 | 487 | -139 | 38  |
| 10   | Édimbourg Rugby       | 22 | 7  | 0 | 15 | 1  | 7  | 399 | 504 | -105 | 36  |
| 11   | Newport Gwent Dragons | 22 | 6  | 0 | 16 | 1  | 3  | 358 | 589 | -231 | 28  |
| 12   | Zebre                 | 22 | 0  | 0 | 22 | 1  | 9  | 291 | 573 | -282 | 10  |

|  | Qualifiés pour la phase finale (no 1, no 2, no 3, no 4). |
|  | T : tenant du titre 2012                                 |

Attribution des points : victoire : 4, match nul : 2, défaite : 0 ; plus les bonus (offensif : 4 essais marqués ; défensif : défaite par 7 points d'écart maximum).
Règles de classement : 1. Nombre de victoires ; 2.différence de points ; 3. nombre d'essais marqués ; 4. nombre de points marqués ; 5. différence d'essais ; 6. rencontre supplémentaire si la première place est concernée sinon nombre de cartons rouges, puis jaunes.

### Phase finale
Les quatre premiers de la phase régulière sont qualifiés pour les demi-finales. L'équipe classée première affronte à domicile celle classée quatrième alors que la seconde reçoit la troisième. La finale a lieu sur le terrain choisi par la meilleure équipe restant en course.
|  | Demi-finales                              | Demi-finales                              |            |    | Finale                             | Finale                             |
|  | Demi-finales                              | Demi-finales                              |            |    | Finale                             | Finale                             |
|  |                                           |                                           |            |    |                                    |                                    |
|  | 10 mai 2013 au Ravenhill Stadium, Belfast | 10 mai 2013 au Ravenhill Stadium, Belfast |            |    | 25 mai 2013 à la RDS Arena, Dublin | 25 mai 2013 à la RDS Arena, Dublin |
|  | 10 mai 2013 au Ravenhill Stadium, Belfast | 10 mai 2013 au Ravenhill Stadium, Belfast |            |    | 25 mai 2013 à la RDS Arena, Dublin | 25 mai 2013 à la RDS Arena, Dublin |
|  | [1] Ulster                                | 28                                        |            |    | 25 mai 2013 à la RDS Arena, Dublin | 25 mai 2013 à la RDS Arena, Dublin |
|  | [1] Ulster                                | 28                                        |            |    | 25 mai 2013 à la RDS Arena, Dublin | 25 mai 2013 à la RDS Arena, Dublin |
|  | [4] Scarlets                              | 17                                        |            |    | 25 mai 2013 à la RDS Arena, Dublin | 25 mai 2013 à la RDS Arena, Dublin |
|  | [4] Scarlets                              | 17                                        | [1] Ulster | 18 |                                    |                                    |
|  | 11 mai 2013 à la RDS Arena, Dublin        |                                           | [1] Ulster | 18 |                                    |                                    |
|  |                                           | [2] Leinster                              | 24         |    |                                    |                                    |
|  | [2] Leinster                              | [2] Leinster                              | 24         | 17 |                                    |                                    |
|  | [2] Leinster                              |                                           |            | 17 |                                    |                                    |
|  | [3] Glasgow Warriors                      | 15                                        |            |    |                                    |                                    |
|  | [3] Glasgow Warriors                      | 15                                        |            |    |                                    |                                    |

## Résultats détaillés

### Phase régulière

#### Tableau synthétique des résultats
L'équipe qui reçoit est indiquée dans la colonne de gauche.
| Clubs                 | CAR   | CON   | DRA   | EDI   | GLA   | SCA   | LEI   | MUN   | OSP   | TRE   | ULS   | ZEB   |
| --------------------- | ----- | ----- | ----- | ----- | ----- | ----- | ----- | ----- | ----- | ----- | ----- | ----- |
| Cardiff Blues         |       | 22-26 | 12-10 | 19-21 | 3-18  | 6-9   | 11-26 | 18-24 | 16-23 | 34-18 | 19-48 | 28-13 |
| Connacht              | 9-13  |       | 30-11 | 23-24 | 3-20  | 11-24 | 34-6  | 12-16 | 22-10 | 18-3  | 18-34 | 23-19 |
| Newport Gwent Dragons | 5-16  | 14-3  |       | 32-12 | 3-60  | 20-28 | 19-26 | 30-24 | 3-14  | 23-14 | 19-46 | 37-6  |
| Édimbourg Rugby       | 16-17 | 24-32 | 31-24 |       | 17-21 | 28-29 | 16-33 | 18-23 | 23-13 | 22-27 | 14-8  | 41-10 |
| Glasgow Warriors      | 29-13 | 27-17 | 37-6  | 23-14 |       | 13-18 | 0-6   | 51-24 | 35-17 | 41-7  | 20-14 | 22-19 |
| Scarlets              | 24-6  | 25-15 | 24-13 | 14-13 | 29-6  |       | 45-20 | 18-10 | 16-23 | 17-41 | 12-19 | 22-13 |
| Leinster              | 59-22 | 17-0  | 45-25 | 22-16 | 22-17 | 32-5  |       | 30-21 | 37-19 | 40-5  | 18-22 | 37-7  |
| Munster               | 6-17  | 22-0  | 33-13 | 30-3  | 31-3  | 6-13  | 16-22 |       | 13-13 | 19-6  | 24-10 | 29-3  |
| Ospreys               | 33-12 | 26-9  | 52-19 | 24-7  | 10-28 | 32-3  | 19-10 | 30-15 |       | 28-3  | 13-16 | 16-15 |
| Benetton Trévise      | 26-17 | 23-23 | 32-13 | 30-10 | 13-24 | 22-20 | 18-19 | 34-10 | 12-6  |       | 15-16 | 26-18 |
| Ulster                | 37-13 | 25-0  | 31-5  | 45-20 | 18-10 | 47-17 | 27-19 | 20-19 | 12-16 | 29-29 |       | 26-3  |
| Zebre                 | 7-14  | 17-30 | 13-14 | 7-9   | 20-36 | 10-24 | 22-41 | 25-27 | 16-34 | 3-10  | 25-27 |       |

|  | Victoire à domicile |  | Match nul |  | Défaite à domicile |

#### Détail des résultats
Les points marqués par chaque équipe sont inscrits dans les colonnes centrales (3-4) alors que les essais marqués sont donnés dans les colonnes latérales (1-6). Les points de bonus sont symbolisés par une bordure bleue pour les bonus offensifs (quatre essais ou plus marqués), orange pour les bonus défensifs (défaite avec au plus sept points d'écart), rouge si les deux bonus sont cumulés.

### Phase finale

#### Demi-finales
| 10 mai 2013 19 h 45 WET | Ulster | 28 – 17 (18 – 3) | Scarlets | Ravenhill Stadium, Belfast 10 700 spectateurs Arbitre : Alain Rolland |
| 10 mai 2013 19 h 45 WET | Essai(s) : 3 Bowe (26e), Diack (35e), Court (44e) Transformation(s) : 2 Pienaar (27e, 45e) Pénalité(s) : 3 Pienaar (8e, 41e, 64e) Carton(s) jaune(s) : 1 Trimble (22e) |                  | Essai(s) : 2 G. Davies (62e), Timani (80e) Transformation(s) : 2 O. Williams (62e, 80e) Pénalité(s) : 1 O. Williams (6e) Carton(s) jaune(s) : 1 L. Williams (22e) | Ravenhill Stadium, Belfast 10 700 spectateurs Arbitre : Alain Rolland |
| 10 mai 2013 19 h 45 WET | |                  | | Ravenhill Stadium, Belfast 10 700 spectateurs Arbitre : Alain Rolland |

| 11 mai 2013 19 h 35 WET | Leinster                                                               | 17 – 15 (11 – 10) | Glasgow Warriors | RDS Arena, Dublin 13 235 spectateurs Arbitre : Pascal Gaüzère |
| 11 mai 2013 19 h 35 WET | Essai(s) : 1 Heaslip (27e) Pénalité(s) : 4 Sexton (12e, 32e, 63e, 70e) |                   | Essai(s) : 2 Matawalu (15e), Bennett (75e) Transformation(s) : 1 Hogg (16e) Pénalité(s) : 1 Hogg (25e) Carton(s) jaune(s) : 1 Matawalu (31e) | RDS Arena, Dublin 13 235 spectateurs Arbitre : Pascal Gaüzère |
| 11 mai 2013 19 h 35 WET |                                                                        |                   | | RDS Arena, Dublin 13 235 spectateurs Arbitre : Pascal Gaüzère |

#### Finale
| 25 mai 2013 16 h 45 WET | Ulster                                                                                    | 18 – 24 (6 – 13) | Leinster | RDS Arena, Dublin 19 200 spectateurs Arbitre : John Lacey |
| 25 mai 2013 16 h 45 WET | Pénalité(s) : 6 Pienaar (24e, 36e, 47e, 51e, 56e, 69e) Carton(s) jaune(s) : 1 Diack (44e) |                  | Essai(s) : 2 Jennings (3e), Heaslip (63e) Transformation(s) : 1 Sexton (5e) Pénalité(s) : 4 Sexton (8e, 34e, 40e, 45e) Carton(s) jaune(s) : 1 Nacewa (47e) | RDS Arena, Dublin 19 200 spectateurs Arbitre : John Lacey |
| 25 mai 2013 16 h 45 WET |                                                                                           |                  | | RDS Arena, Dublin 19 200 spectateurs Arbitre : John Lacey |

## Statistiques
Les statistiques incluent la phase finale.

### Meilleurs réalisateurs
| Rang | Joueur       | Club                  | Poste            | Points | Essais | Transf. | Pén. | Drops |
| ---- | ------------ | --------------------- | ---------------- | ------ | ------ | ------- | ---- | ----- |
| 1    | Ian Madigan  | Leinster              | Demi d'ouverture | 186    | 6      | 24      | 36   | 0     |
| 2    | Ruan Pienaar | Ulster                | Demi d'ouverture | 172    | 3      | 32      | 31   | 0     |
| 3    | Tom Prydie   | Newport Gwent Dragons | Arrière          | 170    | 5      | 17      | 37   | 0     |
| 4    | Dan Biggar   | Ospreys               | Demi d'ouverture | 168    | 5      | 28      | 29   | 0     |
| 5    | Ian Keatley  | Munster               | Demi d'ouverture | 142    | 3      | 20      | 27   | 2     |

### Meilleurs marqueurs
| Rang | Joueur            | Club             | Poste                | Essais |
| ---- | ----------------- | ---------------- | -------------------- | ------ |
| 1    | Tim Visser        | Édimbourg Rugby  | Ailier               | 11     |
| 2    | Andrew Trimble    | Ulster           | Ailier               | 10     |
| 2    | DTH van der Merwe | Glasgow Warriors | Ailier               | 10     |
| 3    | George North      | Scarlets         | Ailier               | 9      |
| 4    | Robert Barbieri   | Benetton Trévise | Troisième ligne aile | 8      |
| 4    | Andrew Fenby      | Scarlets         | Ailier               | 8      |

## Récompenses
| Poste                  | Joueur              | Club             |
| ---------------------- | ------------------- | ---------------- |
| Arrière                | Stuart Hogg         | Glasgow Warriors |
| Ailier droit           | George North        | Scarlets         |
| Centres                | Jonathan Davies     | Scarlets         |
| Centres                | Luke Marshall       | Ulster           |
| Ailier gauche          | Tim Visser          | Édimbourg Rugby  |
| Demi d'ouverture       | Ian Madigan         | Leinster         |
| Demi de mêlée          | Nikola Matawalu     | Glasgow Warriors |
| Troisième ligne centre | Nick Williams       | Ulster           |
| Troisièmes lignes aile | Justin Tipuric      | Ospreys          |
| Troisièmes lignes aile | Alessandro Zanni    | Benetton Trévise |
| Deuxièmes lignes       | Alastair Kellock    | Glasgow Warriors |
| Deuxièmes lignes       | Alun Wyn Jones      | Ospreys          |
| Pilier droit           | Adam Jones          | Ospreys          |
| Talonneur              | Leonardo Ghiraldini | Benetton Trévise |
| Pilier gauche          | Ryan Grant          | Glasgow Warriors |

| Récompense                | Lauréat                            |
| ------------------------- | ---------------------------------- |
| Joueur de la saison       | Nick Williams (Ulster)             |
| Jeune joueur de la saison | Luke Marshall (Ulster)             |
| Coach de la saison        | Gregor Townsend (Glasgow Warriors) |
| Prix d'honneur            | Michael Swift (Connacht)           |
| Botte d'or                | Ian Madigan (Leinster)             |
| Collision Kings           | Scarlets                           |
| Prix du fair play         | Ulster                             |
| Essai de la saison        | Andrew Trimble (Ulster/Connacht)   |